# カンポリ・デル・モンテ・タブルノ
カンポリ・デル・モンテ・タブルノ（イタリア語: Campoli del Monte Taburno）は、イタリア共和国カンパニア州ベネヴェント県にある、人口約1,600人の基礎自治体（コムーネ）。

## 地理

### 位置・広がり
ベネヴェント県のコムーネ。県都ベネヴェントから西へ11kmの距離にある。

#### 隣接コムーネ
隣接するコムーネは以下の通り。
- アポッローザ
- カステルポート
- カウターノ
- モンテサルキオ
- トッコ・カウディオ
- ヴィトゥラーノ